# Centre des arts de la Confédération
Le Centre des arts de la Confédération (anglais : Confederation Centre of the Arts) est un centre culturel consacré aux arts visuels et au spectacle vivant situé à Charlottetown, Île-du-Prince-Édouard, Canada.

## Histoire
La construction du Centre des arts de la Confédération a commencé en 1960 et la reine Élisabeth II l'a ouvert officiellement au public, le 6 octobre 1964. L'institution est financée par les dix gouvernements provinciaux du Canada et du gouvernement fédéral pour un mémorial national canadien aux Pères de la Confédération, qui se rencontrèrent à Charlottetown en septembre 1864 et qui fut appelé la Conférence de Charlottetown.

« Le monument en mémoire des Pères de la Confédération est un hommage à ces hommes célèbres qui ont fondé notre Confédération. Il est cependant aussi dédié à la promotion de ces choses qui enrichissent l'esprit et ravissent le cœur, ces choses intangibles mais précieuses qui donnent un sens à la société et aident à en faire une civilisation et une culture. »

— Premier ministre L. B. Pearson, Cérémonies d'ouverture pour le Centre des arts de la Confédération, 6 octobre 1964
Comme une partie de son mandat est de présenter le meilleur des arts visuels et du spectacle du Canada, le centre fut l'hôte du Festival de Charlottetown chaque été depuis 1965, avec un tribut pour la province en jouant la comédie musicale la plus populaire et la plus jouée au Canada Anne... la maison aux pignons verts. Cela a inspiré la production du populaire musical, Anne et Gilbert. Le second spectacle le plus apprécié à ce jour est Canada Rocks.
Le centre fut désigné un Lieu historique national du Canada en 2003.

## Installations

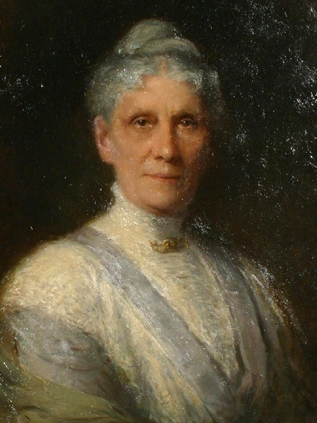
Portrait d'Anna Leonowns, un de plusieurs portraits reconnus dans la galerie centrale

Le Centre de la Confédération fut construit au Queen's Square dans le centre du district des affaires de Charlottetown, immédiatement à l'ouest de Province House, l'édifice législatif de l'Île-du-Prince-Édouard et le lieu de la conférence de Charlottetown. Le centre est une structure contigu, cependant au niveau de la rue, il semble y avoir trois édifices différents (hébergeant un théâtre, une galerie d'art et une bibliothèque publique) groupé autour de "Memorial Hall" qui fait face à l'est vers Province House. La 'Confederation Chambre' dans Province House, où les rencontres de la conférence eurent lieu, est située sur le côté ouest de cet édifice, donc faisant face directement au Hall Commémoratif du Centre de la Confédération.
Le Centre de la Confédération recouvre un pâté de maisons dans le centre du district des affaires, limité sur trois côtés par les rues Grafton, Queen et Richmond.
La Galerie d'Art du Centre de la Confédération est l'hôte de plusieurs expositions itinérantes et a aussi sa propre collection permanente. Sa bibliothèque publique est administrée sous le système de bibliothèques provinciales et est la bibliothèque principale de Charlottetown. Le restaurant, Mavor's Bistro and Bar, est situé près du vestibule et a une variété de vins et a un menu Starbucks.
Le théâtre principal du Centre des arts de la Confédération est le plus grand théâtre au Canada à l'est de Montréal.